# Горяновка
Горяновка (укр. Горянівка) — село в Олыкской поселковой общине Луцкого района Волынской области Украины.
До 2020 года входило в Киверцовский район.
Код КОАТУУ — 0721881603. Население по переписи 2001 года составляет 438 человек. Почтовый индекс — 45263. Телефонный код — 3365. Занимает площадь 1,027 км².